# Alejandro Scarpino
 Alejandro Scarpino  ( Buenos Aires, Argentina, 16 de enero de 1904 - Ídem, 27 de mayo de 1970 ) fue un bandoneonista, director de orquesta y compositor argentino dedicado al género del tango. Tenía dos hermanos también bandoneonistas: José Scarpino —el mayor—, en general vinculado profesionalmente a Alejandro, y Domingo Scarpino, siempre por su cuenta. Entre las obras de su autoría es el tango Canaro en París, escrito en colaboración con Juan Caldarella y con letra de su hermano José, el que más éxito y fama ha cosechado. 

## Actividad profesional
Mientras cursaba la escuela primaria ayudaba por las tardes a su padre zapatero y de noche salía a vender periódicos. Logró ahorrar para comprarse un acordeón de solo ocho bajos que aprendió a tocar sin ayuda y con su hermano José —de buena voz—, salían a dar serenatas por el barrio. Una persona recién emigrada de Italia que tocaba el violín por música fue su primer maestro de teoría y solfeo. Más adelante se unió a José Luis Padula, por ese entonces un músico itinerante venido de Tucumán y tocaba simultáneamente guitarra y armónica; por un tiempo el dúo actuaba por distintos bodegones.
A los 18 años trabó amistad con Guillermo Césari, un pianista italiano de formación sólida integrante de una compañía de operetas, y ambos organizaron y codirigieron una orquesta, que denominaron La Unión, en la cual su hermano José tocaba el bandoneón y era el estribillista, y Juan Caldarella tocaba el serrucho. Con Caldarella pronto compusieron Llanto de perla, su primer tango. Bajo el nombre de “Scarpino y su conjunto” actuó en el Parque Goal, una especie de recreo con intenciones de confitería, fundado en el año 1917 y ubicado en la Avenida de Mayo 1473 que, entre otros entretenimientos, daba la oportunidad a los concurrentes a patear cinco penales a un arquero de la casa. El conjunto presentaba un repertorio de tangos en el que intercalaba la por entonces llamada música ligera, que consistía en fragmentos reconocidos de piezas clásicas. Por su labor los dueños del local lo homenajearon con una medalla de oro.
En 1924 actuó, siempre con su hermano José y con Enrique Sciarreta en el contrabajo en el Café El Nacional –la llamada Catedral del Tango- en tanto al mismo tiempo integra un trío con Carlos Di Sarli al piano y Lorenzo Olivari en violín para actuar por LOX Radio Cultura, la novel emisora en los primeros tiempos de la radiofonía.
Ya dirigiendo una orquesta, actuó por Radio Nacional ubicada en la calle Boyacá en el barrio de Flores –emisora que más adelante pasó a llamarse Radio Belgrano- y también por Radio Cultura. En la orquesta está su gran amigo Juan Caldarella, que había reemplazado la guitarra por el  serrucho y al año siguiente, actuó en el café Noce en el barrio de La Boca.
Actuó en forma intermitente hasta 1930 en el Café El Nacional y en otros locales. En 1927, incorporó a un cantor llamado Juvenal.
Más adelante, comenzó a dar clases de  bandoneón. En 1947, formó con Francisco Di Rosa (piano), Juan Pedro Castillo(violín) y Mario Canaro (contrabajo), el Cuarteto Espectacular Buenos Aires. En 1954 junto a dos guitarristas acompañó al cantor Ángel Vargas, ya solista, para grabar Muchacho, El espejo de tus ojos, Ayer, La bruja, Cartas viejas y No aflojés.
En 1959, hizo una temporada en Radio del Pueblo con el cantor Néstor Núñez (luego Ricardo Guzmán). A partir de 1962, se dedicó por entero a la enseñanza y al comercio. 
Era un ejecutante con muy buena técnica y gran dominio del instrumento si bien tendía a algunos desbordes efectistas, con cierto recargo de notas. Su habilidad le permitía jactarse tocando con dos bandoneones, uno en cada mano, apoyados en el suelo en posición vertical.
Entre sus aproximadamente 200 obras musicales, además de la consagrada Canaro en París destaca Seguime si podés.
Poco antes de su fallecimiento ocurrido en Buenos Aires el 27 de mayo de 1970 compuso el tango Era sólo para ti.

## El tangoCanaro en París
Es de la época en que actuaba en el café Noce la creación del tango Canaro en París. En 1925 el violinista, compositor y director de orquesta Francisco Canaro viajó a París, Francia, para actuar con su conjunto en el dancing Florida, que se encontraba en el vestíbulo del teatro Apollo,  y obtuvo un rotundo éxito que fue comentado por los medios de prensa de Argentina.
Según relato de Caldarella que recoge Francisco García Jiménez, el titular de una de las crónicas periodísticas que publicara el diario Crítica –más precisamente el que decía “Canaro hace declaraciones en París, sobre el tango”- atrajo la atención de Caldarella cuando con un nuevo tango ya terminado pensaba un título para el mismo,  y de allí la designación de Canaro en París.
Oscar Zucchi da una versión diferente sobre el nombre del tango y sobre la participación de Caldarella en la autoría:

«El propio autor (refiriéndose a Alejandro Scarpino), en reportaje radial, expresó que era una pieza que tenía sin título, hasta que un día viajando en tranvía y leyendo el diario Última Hora leyó el copete de una nota: «Canaro llega a París», allí se inspiró y poco después, a falta de SADAIC, lo depositó —como era costumbre—, en la Biblioteca Nacional como «Gran tango de salón para piano», con letra de su hermano José, fue el 6 de mayo de 1927. Más adelante, apareció como colaborador de la música Juan Caldarella, esto se tomó como un regalo del autor a su amigo.»

Sobre la variación que cierra este tango dicen Del Priore y Amuchástegui:

«El tango finaliza con una vertiginosa variación concebida para bandeones, fragmento favorito para lucimiento de bailarines de tango...en la versión de Osvaldo Pugliese está tocada con contrabajo (Aniceto Rossi) y en la de Raúl Garello con una sorprendente participación del percusionista Pepe Corriale.»

Ya compuesto el tango, José Scarpino escribió una letra que ninguna relación tenía con Canaro sino que hablaba de una mujer que había dejado su rancho para irse a París. Años más tarde, Scarpino le adaptó una nueva letra, que grabó Enzo Valentino y que habla del triunfo del tango en París, pero tampoco de Canaro. Lo cierto es que,salvo contadas excepciones, la obra se ejecuta como instrumental.